# Cyobius cheyi
Cyobius cheyi är en skalbaggsart som beskrevs av Ochi, Kon och Kashizaki 2006. Cyobius cheyi ingår i släktet Cyobius och familjen bladhorningar. Inga underarter finns listade i Catalogue of Life.